# Arrest Kempkes/Samson
Het arrest Kempkes/Samson (HR 22 december 1989, NJ 1990/434) is een arrest van de Nederlandse Hoge Raad dat betrekking heeft op: 
- de verhouding tussen een kortgeding-vonnis en de uitkomst van een bodemprocedure,
- een verbeurde dwangsom uit kort geding die verschuldigd blijft, ook als in de bodemprocedure de andere partij in het gelijk wordt gesteld.

## Casus en procesgang
Het oorspronkelijk geschil van pp. betreft de vraag of tussen Kempkes als verkoper en Samson als koper op 6 februari 1977 een koopovereenkomst tot stand is gekomen met betrekking tot het pand Pastoorslaan 65 in Hillegom. De schriftelijke koopovereenkomst is door Samson niet getekend.
Kemkes eist in kort geding dat Samson meewerkt aan juridische levering van dat onroerend goed aan hem. De president in kort geding heeft aangenomen dat tussen pp. een overeenkomst tot stand is gekomen, en heeft de vordering toegewezen, uitvoerbaar bij voorraad met een dwangsom van 1000 gulden per dag. Dit vonnis is in kracht van gewijsde gegaan en op 19 april door de deurwaarder aan Samson betekend. Samson voldeed niet aan dit vonnis. Kempkes heeft het pand daarna "ter beperking van de schade" verkocht en op 22 juli geleverd aan een derde. Hij vordert aan verbeurde dwangsommen een bedrag van 85.000 gulden.
In het bodemgeding beslissen rechtbank en hof dat niet is bewezen dat de gestelde koopovereenkomst tot stand is gekomen en dat de vorderingen van Kempkes tot vergoeding van schade en betaling van verbeurde dwangsommen moeten worden afgewezen.
In cassatie is alleen de vordering van verbeurde dwangsommen van belang. Deze vordering is door de rechtbank afgewezen. Dit vonnis is in hoger beroep door het gerechtshof bekrachtigd met verbetering van het dictum. Dit arrest is in cassatie vernietigd, terwijl het geding voor verdere behandeling is doorverwezen naar een ander hof. Samson is veroordeeld in de kosten.

## Hoge Raad
De Hoge Raad oordeelt dat de verbeurde dwangsommen wel degelijk verschuldigd zijn, óók als de andere partij in de bodemprocedure in het gelijk is gesteld. De Hoge Raad overwoog:

Het hof heeft miskend dat de vordering van Kempkes betrekking heeft op dwangsommen die zijn verbeurd niet wegens het niet-nakomen van de koopovereenkomst, maar wegens het niet-voldoen aan het in kort geding gegeven rechterlijk bevel en dat de verschuldigdheid van op die grond verbeurde dwangsommen niet wordt opgeheven door een oordeel in de bodemprocedure dat anders luidt dan dat van de rechter in kort geding.

## Tot besluit
Dit arrest van de Hoge Raad heeft tot veel discussie aanleiding gegeven. De omvangrijke noot van Heemskerk onder het arrest in Nederlandse Jurisprudentie geeft een dissenting opinion.